# Русалівка
Русалі́вка (стара назва Росолівка) — село в Україні, в Буцькій селищній громаді Уманського району Черкаської області. Розташоване на обох берегах річок Багва, Срібна та Гірський Тікич (притока Тікичу) за 27 км на північний схід від селища Маньківка. Населення становить 686 осіб (станом на 2005 р.).

## Історія
Село виникло в першій половині XVII століття як «новоосаджене село Росолівка». Згадується і у зв'язку з закладенням у 1742 році та освяченням тут наприкінці 1755 року животівським уніатом протопопом Корнилієм Шпановським місцевої греко-католицької церкви св. Апостола Якова, брата Господнього та призначенням до неї священика Симеона Усаковського. Приєднана до православ'я у 1768 році. На той час тут налічувалося 50 дворів та 116 хат. Тоді ж, через співзвучність назви села зі словом «Русалка» його перейменували на Русалівка.
У польськомовному оригіналі документу, який містив у собі фундаційний привілей і презенту, надану фундатором Ф. С. Потоцьким священикові С. Усаковському, поселення назване Nova colonia Rosolovka (у перекладі «слобода Росолівка»). Тут же стверджується, що під час нападу та пограбування сусіднього села Красного Кута був шляхтич Росолівський.
У 1830 році село Русалівка, землі та 480 «ревізійних душ» належали польському магнатові Феліксу Пршигодському.

У 1864 році Лаврентій Похилевич так засвідчив про це поселення у своїх записах: 
|  | Русаловка, село в изгибе реки Тикича и по ручью Багвы с левой сторони впадающей в поименованную реку, между селами Кислином и Новой Греблей. Жителей обоего пола: православных 1520, римских католиковъ 3, земли 3238 десятин. Принадлежит Карлу Рокицкому. Церковь во имя св. Апостола Иакова, деревянная, 5-го класса, земли имеет 50 десятин. Построена 1742 года. Куплена в 1849 году от Феликса Пршигодського. |

У 1900 році в Русалівці, що знаходилася на березі річки Гірський Тікич, було 478 дворів; кількість мешканців: чоловіків — 1238, жінок — 118. Тут діяли церква, церковно-приходське училище, водяний млин та вітряк.
У 1905 році село відносилося до Русалівської волості, Уманського повіту Київської губернії, у землекористуванні 3058 десятин землі; у селі було 469 дворів.
З 1909 по 1914 роки Липинський перебував почасти у Кракові, почасти у своєму власному маєтку Русалівські Чагари Уманського повіту (нині Черкаська область). Тут він господарював на хуторі, який подарував йому його дядько Адам Рокицький. Уже тоді Липинський усвідомлював необхідність повернення українському народові, який «живе, хоче жити і буде жити як народ незалежний», його еліти; ополяченій і польській шляхті в Україні треба визначитись: буде вона з народом, зійде з позиції колонізаторів чи опиратиметься ходові історії. Цю альтернативу Липинський сформулював у брошурі «Шляхта в Україні: її участь в житті українського народу на тлі його історії» (Краків, 1909), а також у статтях до журналу «Przegląd Krajowy» (Київ, 1909), до редакції якого він входив.
У 1913 році тут мешкало 2 492 особи; діяли школа грамоти та церковно-приходська. Продажем та виробництвом товарів і послуг займалися: магазин «Бакалія», лісовий та склад сільськогосподарських знарядь; до послуг населення був млин.
У 1932 році в селі розпочалася колективізація: створено два колгоспи — імені Калініна та імені Петровського. У 30-х роках закладено й освячено нову церкву, настоятелем якої був гуманіст і просвітитель Сава Богданович.
362 мешканця села воювали на фронтах Другої світової війни, з них 185 загинули, 143 нагороджені орденами і медалями. На братській могилі воїнів-визволителів 1952 і 1954 років споруджено пам'ятники. В 1969 році в селі встановлено обеліск Слави односельцям, що загинули на війні.
Станом на початок 1970-х років в селі працювали колгоспи ім. А. О. Жданова і ім. М. І. Калініна, за якими було закріплено 3829,3 га сільськогосподарських угідь, в тому числі 3538,7 га орної землі. Господарства спеціалізувались на вирощуванні зернових культур, було розвинуте м'ясо-молочне тваринництво. Працювали деревообробна і механічна майстерні, пилорама, млин. На той час в селі працювали середня та восьмирічна школи, будинок культури на 650 місць і клуб, дві бібліотеки з фондом 15,7 тисяч книг, два медичні пункти, пологовий будинок, дитячі ясла і садок, відділення зв'язку, ощадна каса, 5 магазинів.
Припускають, що у верхів'ї Гірського Тікича, саме в районі Русалівки побував сам Геродот. На землях села збереглося сім курганів, що охороняються державою як пам'ятки історії.

## Сучасність
На території села є загальноосвітня школа І-ІІІ ступенів (не діюча), сільський будинок культури з кінозалом на 650 місць, фельдшерсько-акушерський пункт, бібліотека з книжковим фондом понад 20 тисяч примірників.

## Відомі люди
В селі народилися:
- Білецький Іван Омелькович — вояк Армії УНР.
- Білецький Дмитро Матвійович (*1915 — † 1989) — український літературознавець, доктор філологічних наук, професор;

- Оберемок Віра Климівна (1945—2015) — українська письменниця та журналістка

Герої Радянського Союзу:
- Дробаха Анатолій Іванович (* 19 жовтня 1924 — † 8 грудня 1984)[2];
- Скусніченко Яків Соловейович (* 5 лютого 1914 — † 30 вересня 1943)[3];
- Харченко Іван Степанович (* 1 лютого 1914 — † 23 лютого 1943)

Орденоносці Радянського Союзу
- Поліщук Тетяна Савівна (* 8 березня 1944) — Орден Трудового Червоного Прапора, Орден Знак Пошани

## Галерея

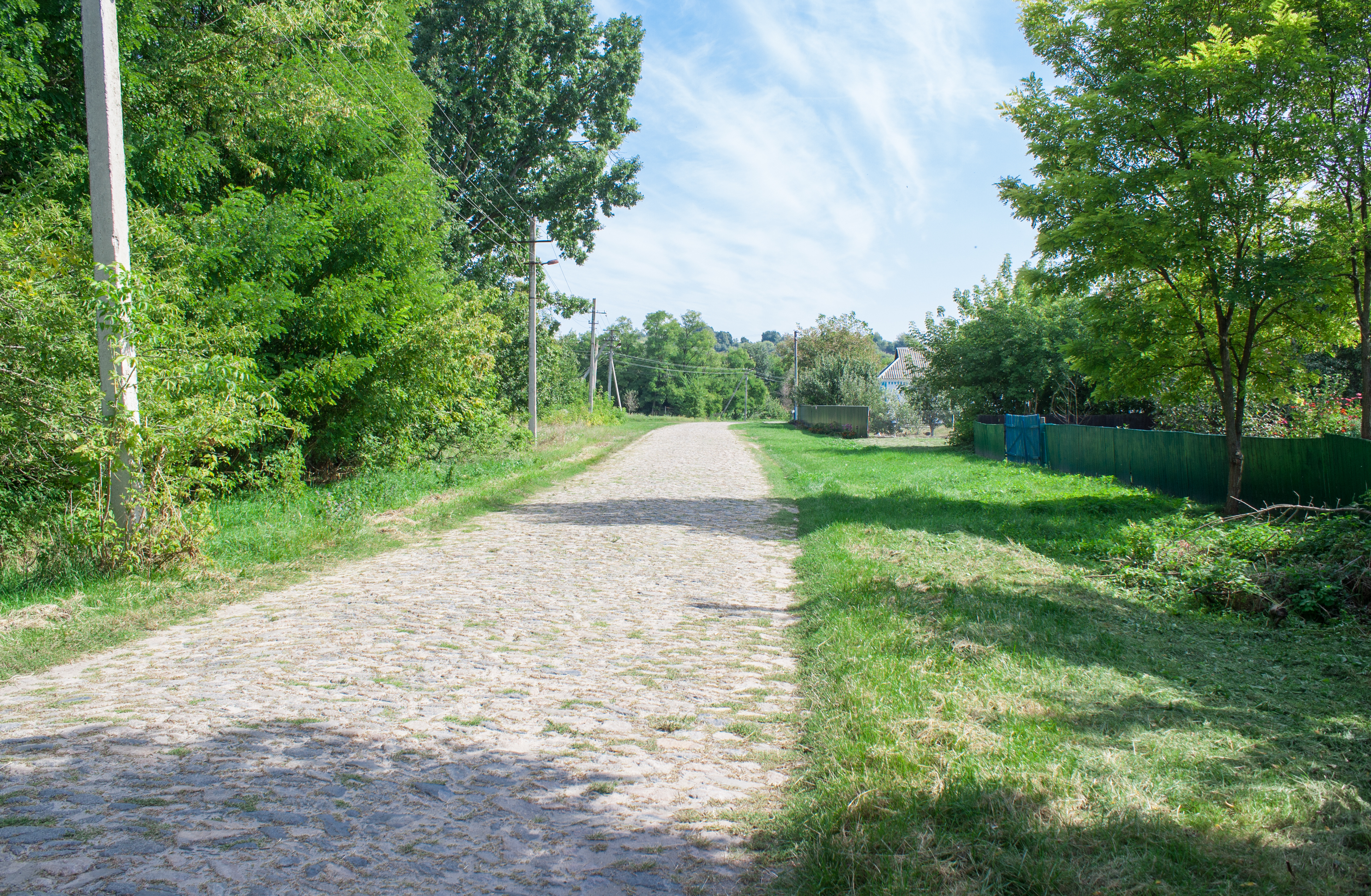
Вулиця Замощанська
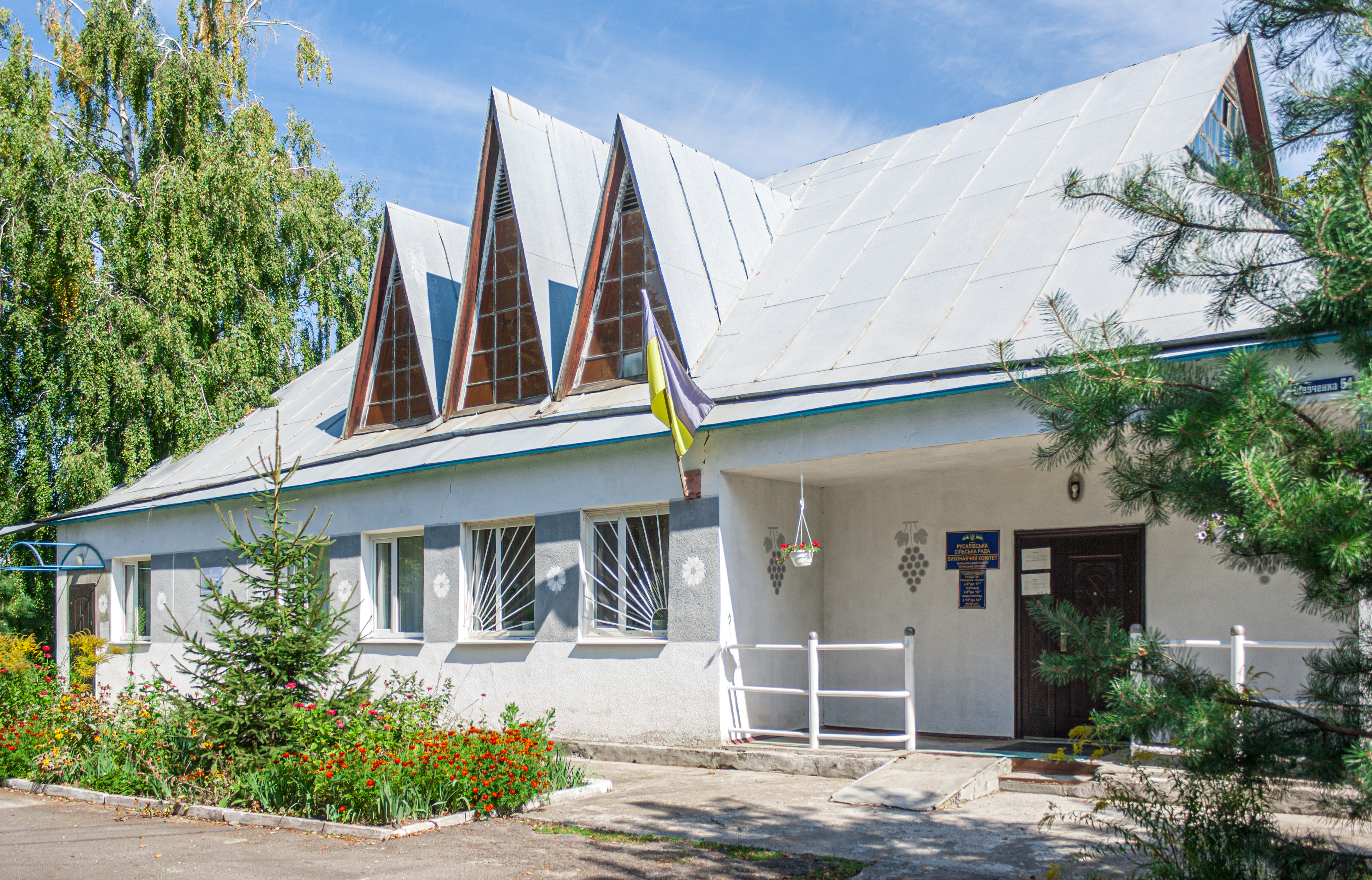
Сільська рада і ФАП
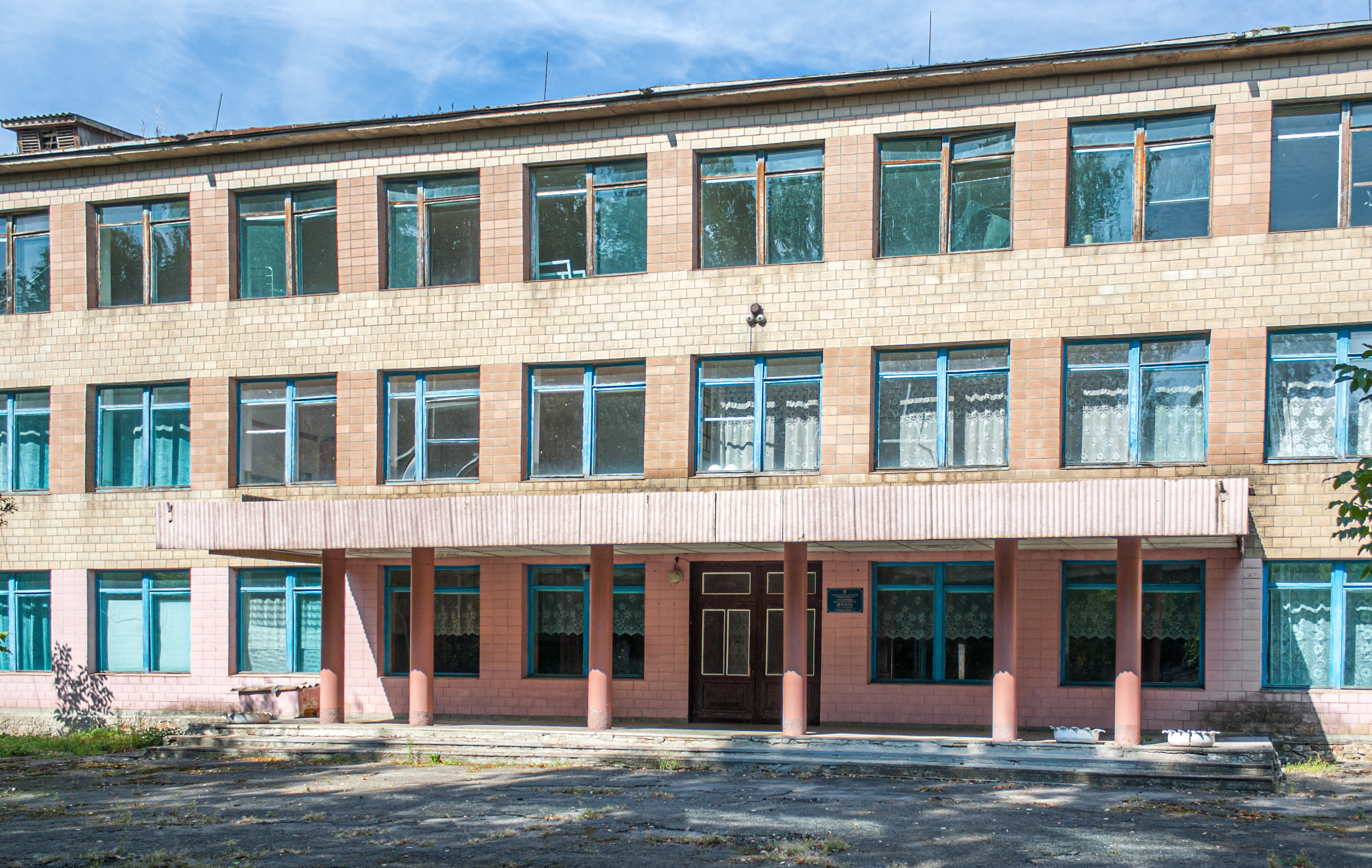
Школа
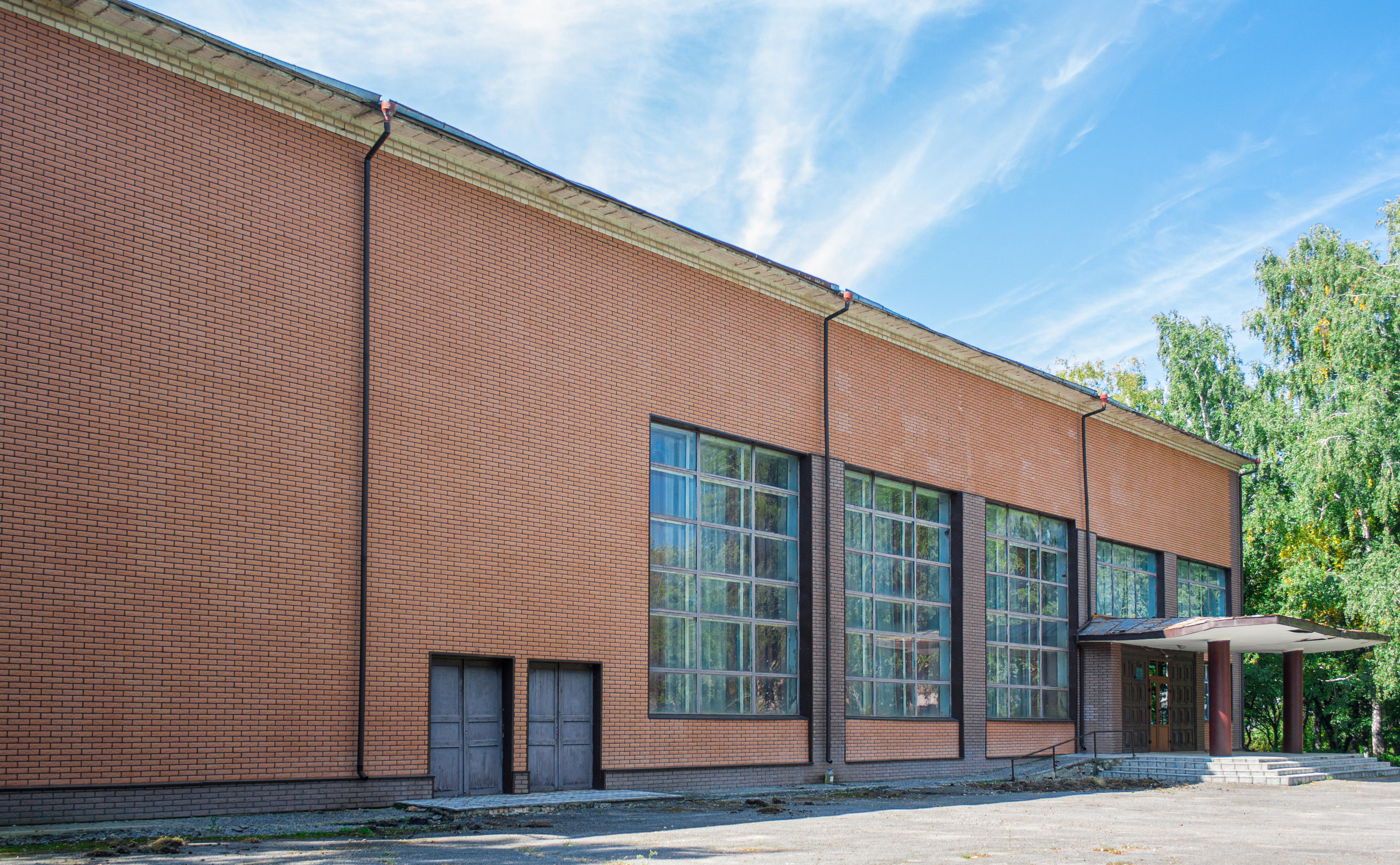
Будинок культури
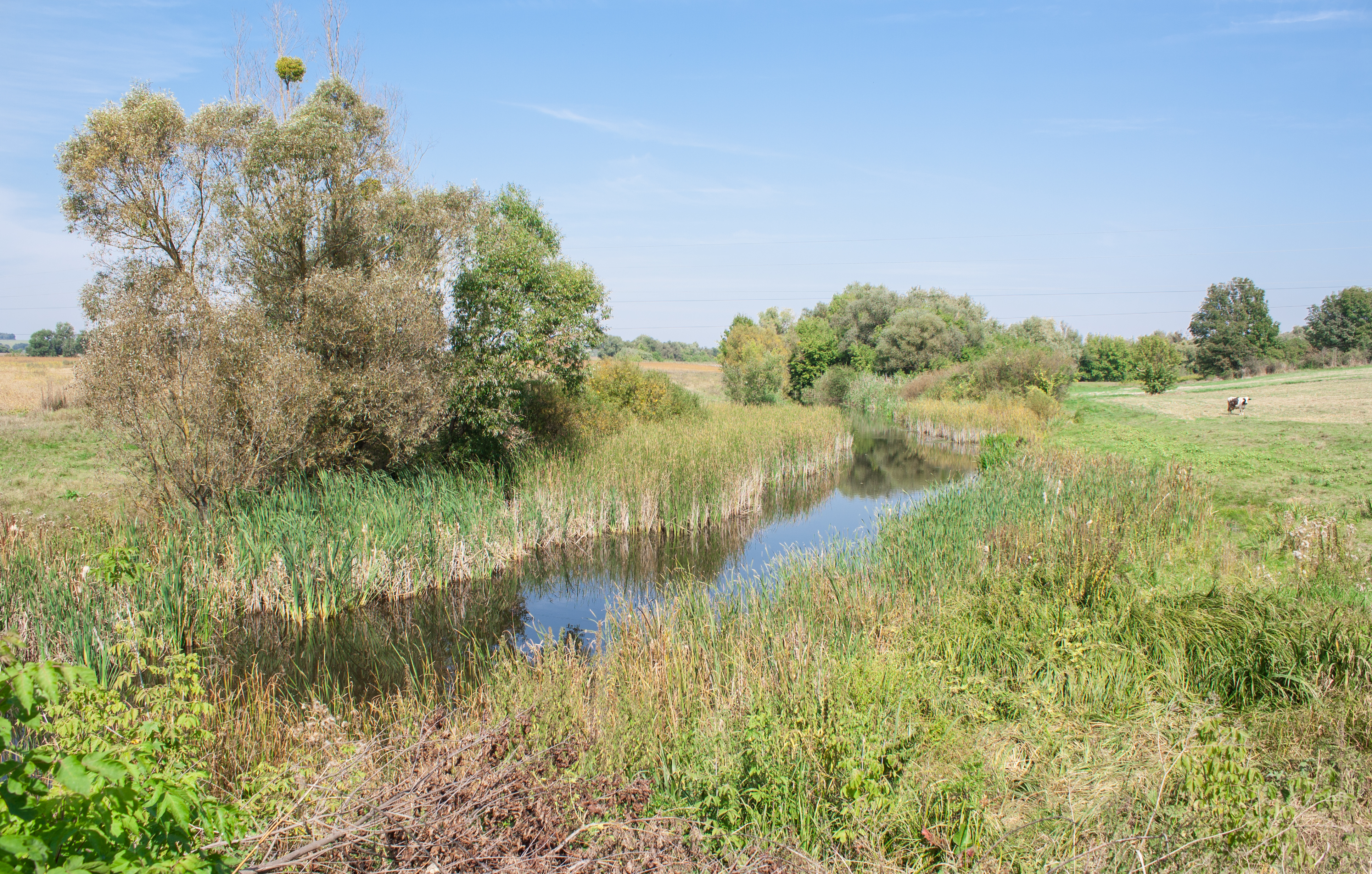
Річка Гірський Тікич
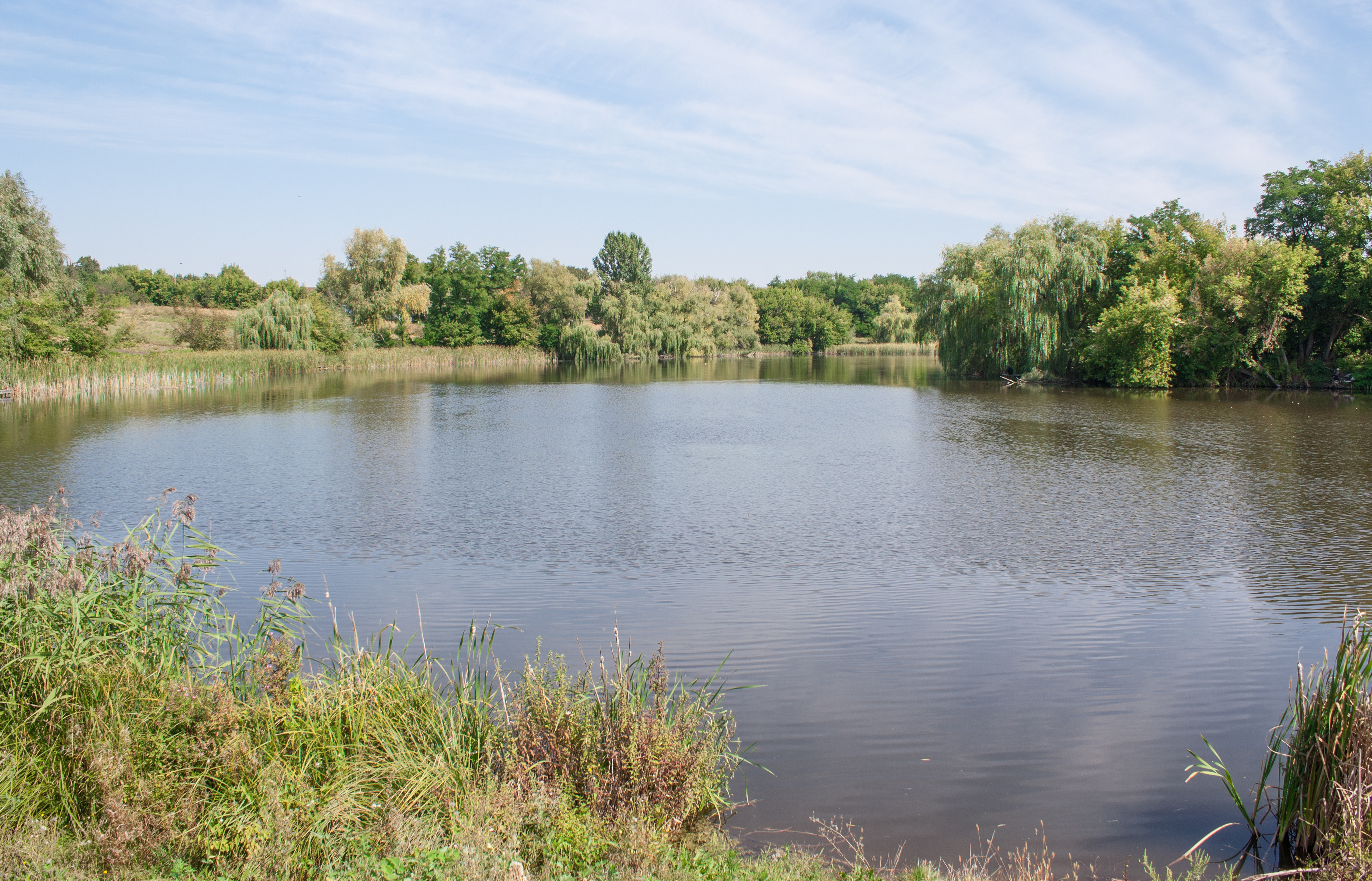
Ставок на річці Багва
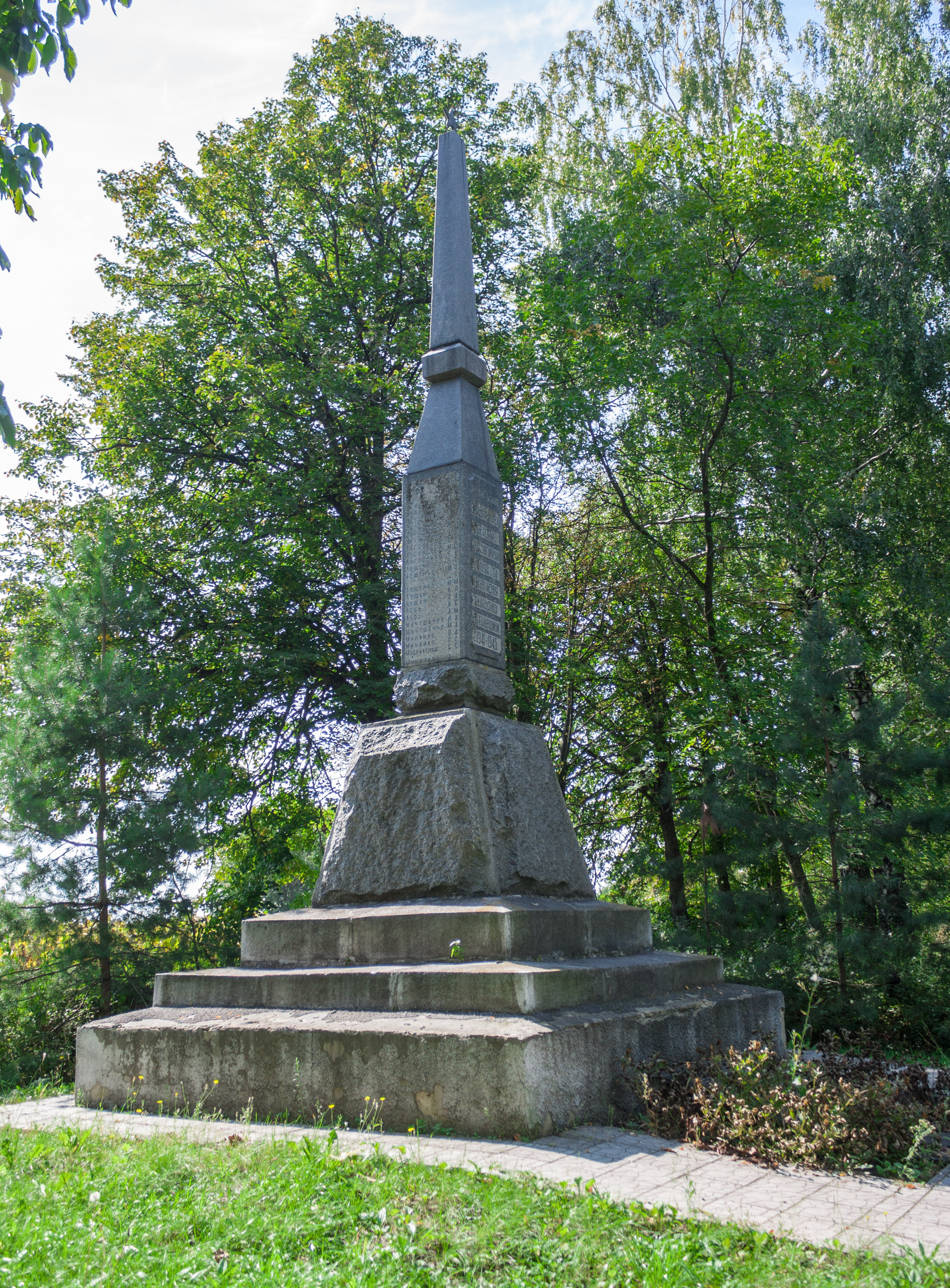
Пам'ятник воїнам-односельцям
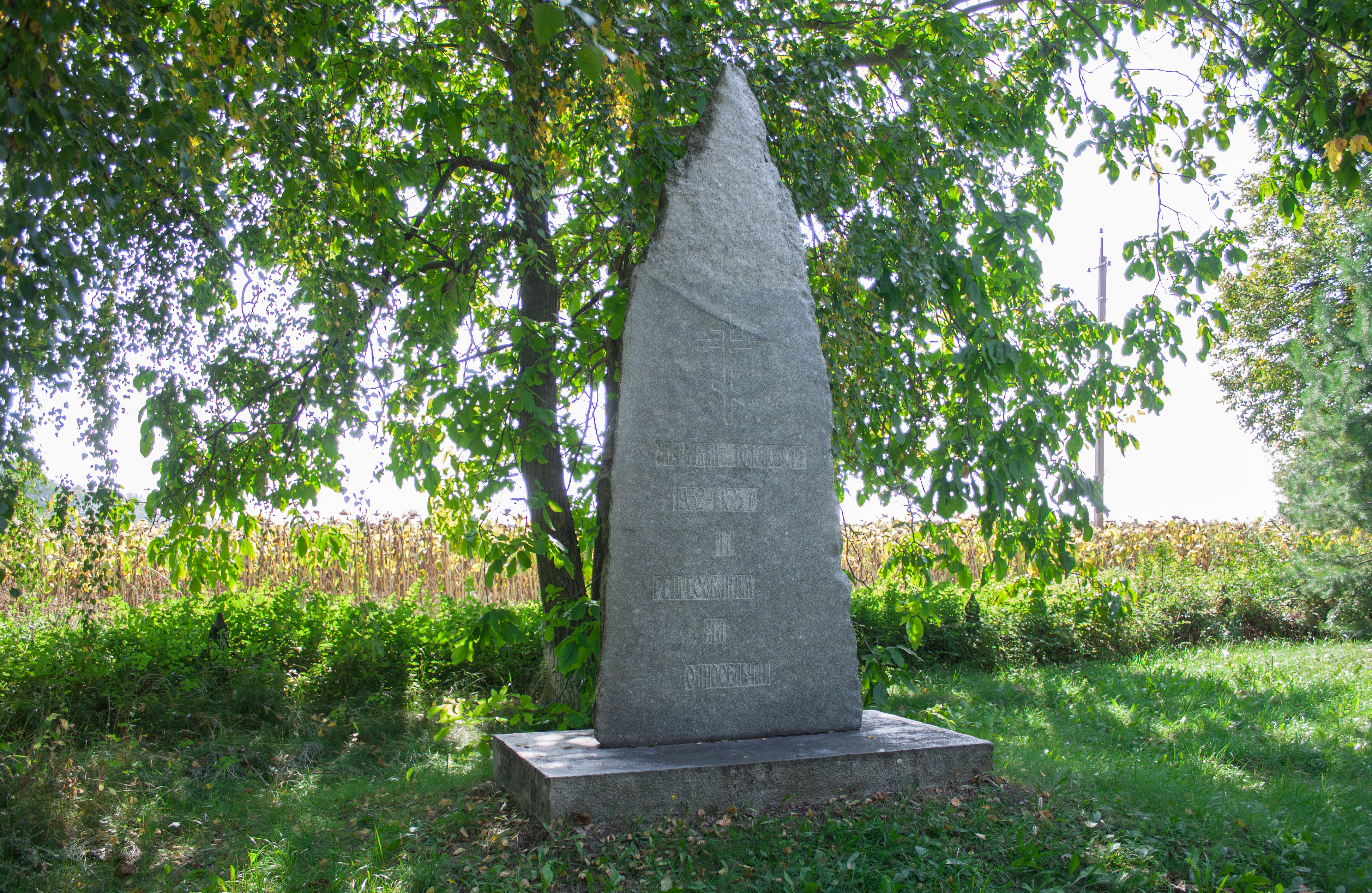
Пам’ятний знак жертвам Голодомору

## Виноски
1. ↑  maps.vlasenko.net(рос.)
2. ↑  www.warheroes.ru [Архівовано 2013-01-03 у Wayback Machine.](рос.)
3. ↑  www.warheroes.ru [Архівовано 14 травня 2011 у Wayback Machine.](рос.)